# Élodie Yung
Élodie Yung (n. 22 februarie 1981, Paris, Île-de-France, Franța) este o actriță de film și televiziune franceză. Ea este cel mai bine cunoscută pentru rolul ei ca Elektra Natchios în al doilea sezon al Marvel Cinematic Universe seriile Netflix Daredevil și va relua rolul în miniseriile Netflix The Defenders.

## Viața personală
Yung s-a născut în Paris, pe 22 februarie 1981. Tatăl ei este cambodgian și mama ei este franțuzoaică . A absolvit Academia de Muzică și Artă Dramatică din Londra și de asemenea, are un masterat în drept la Universitatea din Paris. Din anul 2004, ea a practicat karate peste zece ani.

## Cariera
Primele ei roluri au fost la TV, după ce a început să primească propuneri pentru roluri când avea 20 de ani. În urma debutului ei ca femeie conducătoare în rolul Tsu în filmul Les fils du vent din 2004, ea a jucat rolul stăpânului bandei Tao în District 13: Ultimatum. Yung a revenit la TV pentru primele trei sezoane de succes ale seriei polițiste , Les Bleus cu Clémentine Célarié. Yung a apărut în 2011 în filmul Fata cu un dragon tatuat (The Girl with the Dragon Tattoo) ca și Miriam Wu, un interes romantic al lui Lisbeth Salander. În 2013, ea a apărut pe ecranul de argint ca o ninja Jinx în G. I. Joe: Retaliation. Ea a jucat în filmul Gods of Egypt (2016), ca zeița  Hathor. Ea joacă Elektra în sezonul 2 din seria Netflix, Marvel ' s Daredevil în 2016.

## Filmografia
| An   | Titlu                                | Rolul            | Note           |
| ---- | ------------------------------------ | ---------------- | -------------- |
| 2004 | Fiul din vânt                        | Tsu              |                |
| 2007 | Fragil(i)                            | Isa              |                |
| 2008 | Casă dulce casă                      | Marie-Jo         |                |
| 2009 | District 13: Ultimatum               | Tao              |                |
| 2009 | Micuțul Wenzhou                      | Su               | Film TV        |
| 2010 | Operațiunea Casablanca               | Isako            |                |
| 2010 | Las-o                                | Femeia           | Scurt          |
| 2011 | Fata cu dragonul tatuat              | Miriam Wu        |                |
| 2013 | G. I. Joe: Retaliation               | Jinx             |                |
| 2014 | 10 lucruri pe care le urăsc în viață |                  |                |
| 2014 | Încă                                 | Christina        |                |
| 2014 | Crede                                | Soția lui Murray | Scurt          |
| 2015 | Narcopolis                           | Eva Gray         |                |
| 2016 | Zeii Egiptului                       | Hathor           |                |
| 2017 | Garda de corp a lui Hitman           | Amelia Ryder     | Post-Producție |

### Televiziune
| An        | Titlu                  | Rolul            | Note           |
| --------- | ---------------------- | ---------------- | -------------- |
| 2002-2003 | Viața înaintea noastră | Jade Perrin      | 30 de episoade |
| 2005-2007 | Domnișoara Joubert     | Fanny Ledoin     | 3 episoade     |
| 2006-2010 | Albaștrii              | Laura Maurier    | 29 de episoade |
| 2007      | Securitatea interioară | Joséphine        | Miniserie      |
| 2016      | De Regi și Profeți     | Rizpah           | 1 episod       |
| 2016      | Daredevil              | Elektra Natchios | 10 episoade    |
| 2017      | Apărătorii             | Elektra Natchios |                |

## Legătuuri externe
- Élodie Yung la Internet Movie Database
- Élodie Yung pe Twitter
- Élodie Yung pe Instagram
- Elodie Yung Arhivat în 18 octombrie 2017, la Wayback Machine. pe Moviie.com